# Diospyros truncata
Diospyros truncata là một loài thực vật có hoa trong họ Thị. Loài này được Zoll. & Moritzi mô tả khoa học đầu tiên năm 1854.